# 1540-ві

## Події
- 1541—1544 відбулася четверта війна між Францією та Священною римською імперією, в якій на боці Габсбургів воювала Англія. Втім через незгоду між союзниками король Франциск I уклав сепаратний мир з Карлом Габсбургом, а потім і з Генріхом VIII.
- 1541—1545 — напади татар на українські землі;
- 1549 — скликання першого земського собору в Росії

## Монархи
- Королем Англії до 1547 року був Генріх VIII. Після його смерті королем став його син Едвард VI.
- Великим князем Московським формально був Іван Грозний, але управління державою до 1547 року здійснювала боярська рада.
- Імператором Священної Римської імперії все десятиліття був Карл V, який при цьому одночасно був регентом Іспанії при власній матері, королеві Хуані I Божевільній.
- Король Польщі — Сигізмунд II Август.
- Королем Франції до 1547 року був Франциск I, після його смерті королем став його син Генріх II.
- Папою Римським до листопада 1549 року був Павло III.

## Народились
- близько 1540, Френсіс Дрейк — англійський пірат та адмірал
- 1541, Ель Греко — іспанський художник грецького походження
- 1542, Акбар I Великий — падишах з династії Великих Моголів
- 1542, Марія I Стюарт — королева Шотландії, претендентка на англійську корону
- 1545, Тупак Амару — останній імператор інків
- 1546, Тихо Браге — данський астроном
- 1547, Станіслав Жолкевський — польський військовий і політичний діяч
- 1548, Джордано Бруно — італійський філософ

## Померли
- 1541, Теофраст Парацельс — німецький середньовічний лікар
- 1541, Франсіско Пісарро — іспанський конкістадор
- 1542, Далай-лама II — лідер тибетських ламаїстів
- 1543, Іван Вишневецький — литовсько-руський магнат
- 1543, Миколай Коперник — польський науковець
- 1546, Мартін Лютер — священник, лідер Реформації
- 1547, Ернан Кортес — іспанський конкістадор